# Cyclophora roseonigrata
Cyclophora roseonigrata là một loài bướm đêm trong họ Geometridae.